# Andrzej Kostenko
Andrzej Kostenko (ur. 24 czerwca 1936 w Łodzi, zm. 1 czerwca 2024) – polski operator filmowy, reżyser i scenarzysta, realizator filmów krótkometrażowych oraz filmów dokumentalnych.

## Życiorys
Zanim rozpoczął naukę w Szkole Filmowej w Łodzi, pracował jako oświetlacz w Wytwórni Filmów Fabularnych. Na Wydział Operatorski łódzkiej Filmówki dostał się dwa razy. Gdy trafił tam po raz pierwszy w 1954, już na pierwszym roku został skreślony z listy studentów. Studia rozpoczął ponownie po dwóch latach. Ukończył je w 1961. W trakcie studiów trafił na plan polsko-czeskiej komedii Zadzwońcie do mojej żony w reżyserii Jaroslava Macha, w której zagrał epizod. W tym samym roku wcielił się w Kolosa w filmie Jerzego Passendorfera Zamach, współpracował także z Romanem Polańskim przy jego pełnometrażowym debiucie Nóż w wodzie.
Zanim został autorem zdjęć, był operatorem kamery w filmach ze zdjęciami Jerzego Lipmana, były wśród nich filmy Janusza Nasfetera (Zbrodniarz i panna), Jerzego Stefana Stawińskiego (Rozwodów nie będzie) oraz Andrzeja Wajdy (Popioły). W latach 60. Kostenko rozpoczął współpracę z Jerzym Skolimowskim, razem z reżyserem pisał scenariusz do Bariery, Rąk do góry oraz nagrodzonego Złotym Niedźwiedziem na MFF w Berlinie filmu Start. Później był także autorem zdjęć do zrealizowanej przez Skolimowskiego noweli do filmu Dialog 20-40-60.
W 1967 roku w roli operatora pracował na planie debiutu reżyserskiego Witolda Leszczyńskiego Żywot Mateusza. Pięć lat później razem z Leszczyńskim zrealizował film Rewizja osobista – obaj napisali scenariusz, stworzyli razem zdjęcia i zajęli się reżyserią filmu. W 1977 już samodzielnie wyreżyserował dramat psychologiczny Sam na sam. Do głównych ról zaangażował Piotra Fronczewskiego i Jadwigę Jankowską-Cieślak, która za swoją kreację otrzymała nagrodę aktorską na Festiwalu Polskich Filmów Fabularnych w Gdyni. W 1979 wyreżyserował jeszcze pięcioodcinkowy serial Przyjaciele. Mimo reżyserskich prób wciąż pracował jako operator zdjęć, współpracował m.in. z Barbarą Sass na planie telewizyjnej fabuły Ostatni liść.
Stworzył także wiele filmów krótkometrażowych. Jest autorem zdjęć do Ssaków w reżyserii Romana Polańskiego wyróżnionych Złotym Smokiem Wawelskim i Nagrodą Główną na festiwalu w Oberhausen. Z Polańskim współpracował przy realizacji etiud Dwaj ludzie z szafą i Lampa, a w krótkiej fabule reżysera Gdy spadają anioły zagrał zniewieściałego klienta szaletu. Był także autorem zdjęć do etiud fabularnych Witolda Leszczyńskiego Portret mężczyzny z medalem oraz Zabawa, za które otrzymał Dyplomy Honorowe na Festiwalu Etiud PWSFTviT w Warszawie. Jest także autorem zdjęć do filmów dokumentalnych Jerzego Bednarczyka (m.in. Mauthausen 1965 i Podróże Sołtysa Kierdziołka. Cz 1. Próba generalna).
W 1978 roku zrealizował według własnego scenariusza dokument Białowieża, nagrodzony nagrodą główną w kategorii filmu dokumentalnego na Międzynarodowym Festiwalu Filmowym w Karlovych Varach. Jest także obok Karla Martine i Wesa Cravena współautorem dokumentalnego obrazu The Evolution of Snuff. Zrealizował także animowany film Polacy na galeonie oraz dokumenty Powrót, O każdej porze i Świadek.
W 1995 wyreżyserował przedstawienie Teatru Telewizji Ekscelencja według opowiadania Fiodora Dostojewskiego. Dla Telewizji Polskiej realizował 7-odcinkowy serial Zaginiona, pracował także nad Lokatorami, Bulionerami oraz Helą w opałach, emitowanego w telewizji TVN.
Według dokumentacji IPN był Tajnym Współpracownikiem Służby Bezpieczeństwa "Irena". W Archiwum IPN zachowały się dokumenty potwierdzające jego współpracę z SB oznaczone sygnaturą AIPN 00191/282.

## Życie prywatne
W latach 1964–1970 był żonaty z aktorką Polą Raksą, z którą ma syna Marcina (ur. 1967). Jest ojcem scenarzystki i reżyser Natalii Kostenko.
Został pochowany na cmentarzu św. Rocha na Radogoszczu w Łodzi (kwatera stara: 8, front główny: 6).

## Wybrana filmografia

### Reżyseria
- 1972: Rewizja osobista
- 1977: Sam na sam
- 1979: Przyjaciele
- 1986: My Blood, Your Blood (Moja krew, twoja krew)
- 1991: Kapitan Conrad (Joseph Conrad)
- 1993: Maigret se défend
- 1994: Tajemnica Czeskiego Zamku (Un Chateau en Boheme)
- 1994: La Patience de Maigret
- 1999–2005: Lokatorzy
- 2000: Sukces
- 2003: Zaginiona
- 2004–2006: Bulionerzy
- 2005: Świadek
- 2006–2007: Hela w opałach
- 2007: Mamuśki
- 2007: Stary człowiek i pies
- 2007: Teczka
- 2008: Ojciec Mateusz (odcinki 5-13)

### Scenariusz
- 1967: Ręce do góry
- 1972: Rewizja osobista
- 1977: Sam na sam
- 1990: Kapitan Conrad
- 1993: Maigret se defend
- 1994: La Patience de Maigret

### Zdjęcia
- 1959: Portret mężczyzny z medalem
- 1962: Ssaki
- 1967: Ręce do góry
- 1967: Żywot Mateusza
- 1968: Dialog 20-40-60 (Dialóg 20-40-60)
- 1972: Rewizja osobista
- 1972: Ostatni liść
- 1980: Sherlock Holmes and Doctor Watson (Sherlock Holmes i Doktor Watson)
- 1990: Las katyński

## Nagrody filmowe
- 1973: Rewizja osobista Łagów (Lubuskie Lato Filmowe) "Skisłe Grono" dla najgorszego filmu